# カンポサント
カンポサント（伊: Camposanto）は、イタリア共和国エミリア＝ロマーニャ州モデナ県にある、人口約3,300人の基礎自治体（コムーネ）。

## 名称
地元の言葉では以下のように呼ばれる。
- エミリア・ロマーニャ語モデナ方言 (it)  : Campsànt
- エミリア・ロマーニャ語ミランドラ方言 (it)  : Campsènt

イタリア語の Camposanto は、文字通りに訳せば「聖人の野」であるが、一般に「墓地」を意味する言葉である。この土地のもともとの名前であるラテン語の Campus Sanctus は、おそらくこの土地を領有していたフェラーラのサンティ家（Santi）に由来する。

## 地理

### 位置・広がり
モデナ県の北東部に位置するコムーネで、県都モデナから北東へ約23km、ミランドラから東南東へ約12km、フェラーラから西南西へ約38kmの距離にある。ボローニャ県との県境となっているパーナロ川の左岸（北岸）に、東西に長く広がっている。

#### 隣接コムーネ
隣接するコムーネは以下の通り。BOはボローニャ県所属。
- サン・フェリーチェ・スル・パーナロ - 北
- フィナーレ・エミーリア - 東
- クレヴァルコーレ (BO) - 南
- ラヴァリーノ - 南西
- ボンポルト - 南西
- サン・プロスペロ - 西
- メドッラ - 北西

### 気候分類・地震分類
カンポサントにおけるイタリアの気候分類 (it) および度日は、zona E, 2197 GGである。
また、イタリアの地震リスク階級 (it) では、zona 3 (sismicità bassa) に分類される。

## 行政

### 分離集落
カンポサントには、以下の分離集落（フラツィオーネ）がある。
- Bosco, Bottegone, Cabianca, Cadecoppi, Ghirone, Gorzano, Passo, Passovecchio, Sant'Anna, Tre Case

## 歴史
1743年2月8日、オーストリア継承戦争の中でカンポサントの戦いが起こった。
2012年5月20日、この町の付近を震源としてイタリア北部地震が発生した。

## 行政
ほかのモデナ県北部の自治体とともに、モデナ北部自治体連合 (it:Unione dei comuni modenesi dell'Area Nord) に参加している。この自治体連合は2003年に結成されたもので、本部はメドッラに置かれている。

## 交通

### 鉄道
- ボローニャ＝ヴェローナ線 (it:Ferrovia Bologna-Verona) 
  - カンポサント駅 (it:Stazione di Camposanto)